# Malcolm Delaney
Malcolm Hakeem Delaney (Baltimora, 11 marzo 1989) è un ex cestista statunitense.

## Carriera

### Europa (2011-2016)

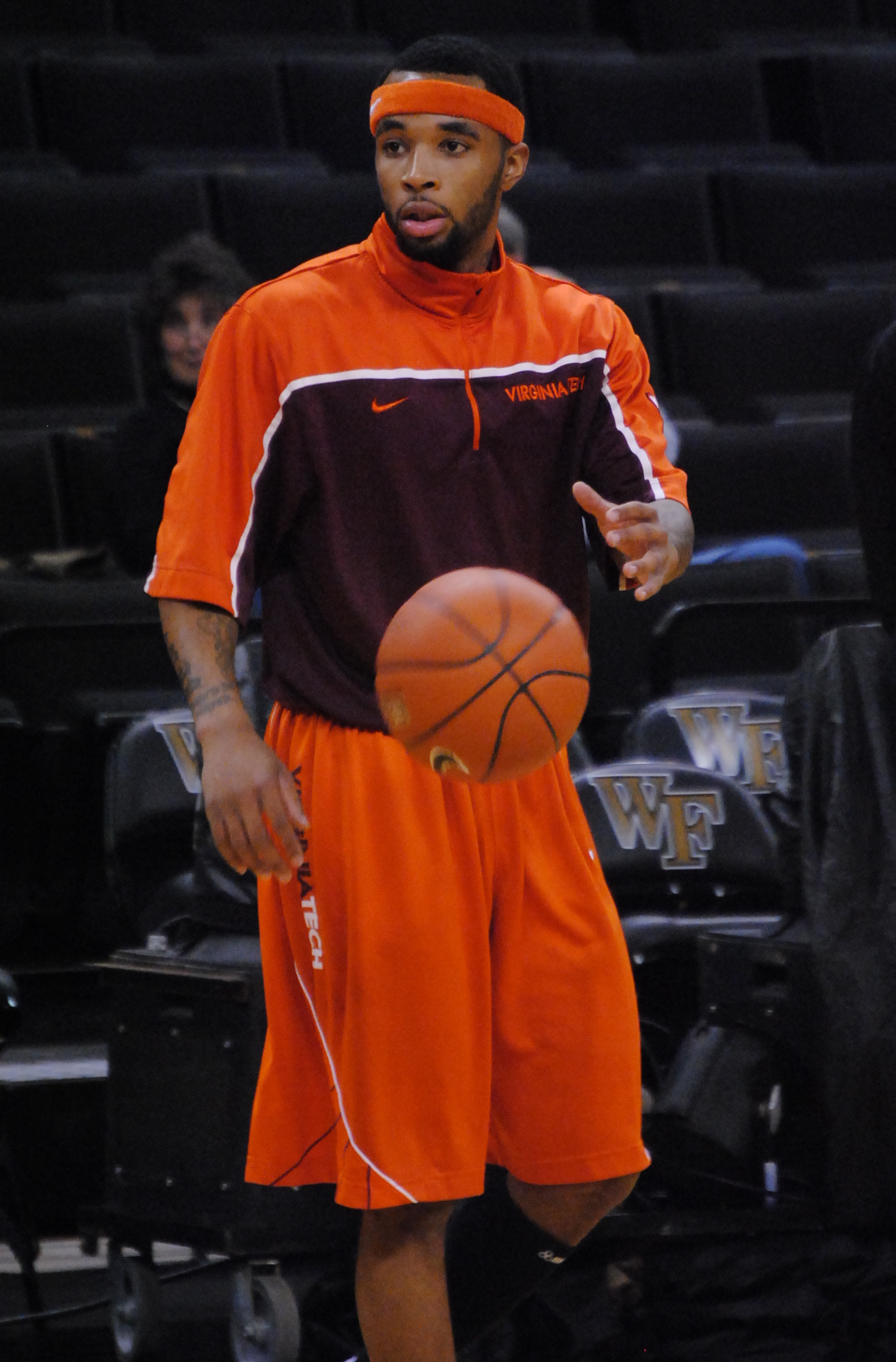
Malcolm Delaney in allenamento con Virginia Tech Hokies nel 2011.

#### Élan Chalon (2011-2012)
Dopo i quattro anni di college giocati a Virginia Tech, divenne eleggibile all'età di 22 anni per il Draft NBA 2011, ma senza venire scelto da nessuna squadra.
Nell'estate dello stesso anno firmò un contratto con l'Élan Chalon andando così a giocare in Francia (aveva un preaccordo con la squadra francese che prevedeva che lui vi si trasferisse qualora non fosse stato scelto al Draft).
A fine anno con la squadra vinse il Campionato e la Coppa Nazionale.

#### Budivelnyk Kiev (2012-2013)
Dopo un anno in Francia andò a giocare in Ucraina al Budivelnyk Kiev e a fine anno vinse il campionato ed entrò a far parte dell'All-ULEB Eurocup First Team

#### Bayern Monaco (2013-2014)
L'estate successiva cambiò squadra: questa volta si trasferì in Germania al Bayern Monaco ed ebbe l'occasione di giocare per la prima volta in Eurolega. Tuttavia la squadra, dopo aver passato il girone nella regular season, venne eliminata alle Top 16.
A fine anno vinse il campionato battendo in finale l'Alba Berlino per 3-1.
Per le sue prestazioni venne nominato MVP, sia della stagione che delle finali.

#### Lokomotiv Kuban' (2014-2016)
Dopo la stagione al Bayern per la terza estate di fila cambiò squadra e nazione: questa volta andò a giocare in Russia al Lokomotiv Kuban.
Tuttavia coi russi non vinse nessun titolo in due anni. Al secondo anno venne inserito nell'All-Euroleague First Team.

### NBA: Atlanta Hawks (2016-2018)
Dopo cinque anni giocati in Europa, il 15 luglio 2016 firmò un contratto biennale con gli Atlanta Hawks a 2,5 milioni di dollari, andando a giocare in NBA.
Debuttò in maglia Hawks (e in NBA) il 28 ottobre contro gli Washington Wizards nella prima gara della stagione vinta 114-99, subentrando dalla panchina e mettendosi subito in mostra con 4 punti e 5 assist.
Entrò subito nelle rotazioni del coach dei falchi Budenholzer, ricoprendo il ruolo di riserva di Kyle Korver, o all'occorrenza anche del playmaker titolare della squadra Dennis Schröder. Tuttavia nel corso della stagione (Korver venne ceduto ai Cleveland Cavaliers il 6 gennaio 2017) diventò soprattutto la riserva di Schröder vista l'assenza di un altro playmaker nella rosa degli Hawks. L'11 gennaio 2017 segnò 12 punti nella gara vinta per 117-97 in trasferta al Barclays Center contro i Brooklyn Nets. Nella gara successiva persa in casa per 103-101 contro i Boston Celtics, Delaney segnò 17 punti. Il 5 febbraio 2017 Delaney segnò 12 punti nella gara vinta 113-86 in casa contro gli Orlando Magic. Il 25 febbraio giocò per la prima volta da titolare nella gara persa per 108-90 in casa contro i Miami Heat. In marzo, a seguito dell'arrivo del veterano free agent (appena tagliato dai Los Angeles Lakers e che non andò ai Golden State Warriors a causa di un infortunio di Kevin Durant) José Calderón, Delaney continuò a trovare spazio, ma dovette dividerselo con lo spagnolo.
Nei play-off (in cui gli Hawks uscirono per 4-2 contro gli Washington Wizards al primo turno) Delaney giocò solamente una partita, in quanto come playmaker di riserva gli venne preferito Calderón.
L'anno successivo trovò meno spazio negli Hawks e a fine stagione non rinnovò il contratto.

### Cina: Guangdond Tigers (2018-2019)
Il 28 luglio 2018 si trasferì in Cina ai Guangdong Southern Tigers, dove rimarrà per una sola stagione, l'ultima prima del ritorno alle competizioni europee.

### Ritorno in Europa (2020-oggi)

#### FC Barcelona (2019–2020)
Dopo un anno nella Chinese Basketball Association tornò in Europa, firmando un contratto 1+1 con la squadra FC Barcelona. Dopo una stagione con una media di 10,2 punti e 3,7 assist a partita, si separò consensualmente dal club catalano.

#### Olimpia Milano (2020-2022)
Il 2 giugno 2020 si accasò con l'Olimpia Milano, firmando un biennale. Nella sua prima stagione in biancorosso, vinse una Supercoppa italiana, dove venne nominato MVP della competizione, e una Coppa Italia. Centrò, inoltre, l'accesso alle Final Four di Eurolegue, dove si piazzò al terzo posto.
Nella stagione 2021-2022, centrò la sua seconda Coppa Italia, vincendo il premio di MVP della competizione. La sua stagione terminò con anticipo in quanto, durante l'ultima partita di play-off della Euroleague Basketball 2021-2022, subì un grave infortunio. Con questo, la sua esperienza milanese terminò.

## Statistiche

### College
| Anno      | Squadra           | PG  | PT  | MP   | TC%  | 3P%  | TL%  | RP  | AP  | PRP | SP  | PP   |
| --------- | ----------------- | --- | --- | ---- | ---- | ---- | ---- | --- | --- | --- | --- | ---- |
| 2007-2008 | Virg. Tech Hokies | 35  | 24  | 27,3 | 42,0 | 40,2 | 78,7 | 2,9 | 3,1 | 0,8 | 0,1 | 9,6  |
| 2008-2009 | Virg. Tech Hokies | 34  | 34  | 36,9 | 38,5 | 35,4 | 86,9 | 4,0 | 4,5 | 1,5 | 0,3 | 18,1 |
| 2009-2010 | Virg. Tech Hokies | 33  | 33  | 35,8 | 38,7 | 30,6 | 84,2 | 3,7 | 4,5 | 1,2 | 0,1 | 20,2 |
| 2010-2011 | Virg. Tech Hokies | 34  | 34  | 38,2 | 42,0 | 40,8 | 85,0 | 3,5 | 4,0 | 1,6 | 0,2 | 18,7 |
| Carriera  | Carriera          | 136 | 125 | 34,5 | 40,1 | 36,3 | 84,5 | 3,5 | 4,0 | 1,3 | 0,2 | 16,6 |

### NBA

#### Regular Season
| Anno      | Squadra       | PG  | PT | MP   | TC%  | 3P%  | TL%  | RP  | AP  | PRP | SP  | PP  |
| --------- | ------------- | --- | -- | ---- | ---- | ---- | ---- | --- | --- | --- | --- | --- |
| 2016-2017 | Atlanta Hawks | 73  | 2  | 17,1 | 37,4 | 23,6 | 80,6 | 1,7 | 2,6 | 0,5 | 0,0 | 5,4 |
| 2017-2018 | Atlanta Hawks | 54  | 3  | 18,8 | 38,2 | 37,1 | 80,4 | 1,9 | 3,0 | 0,6 | 0,1 | 6,3 |
| Carriera  | Carriera      | 127 | 5  | 17,8 | 37,7 | 30,8 | 80,5 | 1,8 | 2,8 | 0,6 | 0,1 | 5,7 |

#### Play-off
| Anno     | Squadra       | PG | PT | MP  | TC% | 3P% | TL%  | RP  | AP  | PRP | SP  | PP  |
| -------- | ------------- | -- | -- | --- | --- | --- | ---- | --- | --- | --- | --- | --- |
| 2017     | Atlanta Hawks | 1  | 0  | 3,0 | 100 | 100 | 50,0 | 1,0 | 0,0 | 0,0 | 0,0 | 8,0 |
| Carriera | Carriera      | 1  | 0  | 3,0 | 100 | 100 | 50,0 | 1,0 | 0,0 | 0,0 | 0,0 | 8,0 |

### Eurolega
| Anno      | Squadra          | PG  | PT  | MP   | TC%  | 3P%  | TL%  | RP  | AP  | PRP | SP  | PP   |
| --------- | ---------------- | --- | --- | ---- | ---- | ---- | ---- | --- | --- | --- | --- | ---- |
| 2013-2014 | Bayern Monaco    | 24  | 24  | 28,3 | 40,5 | 38,5 | 84,7 | 3,4 | 4,5 | 1,0 | 0,1 | 13,9 |
| 2015-2016 | Lokomotiv Kuban' | 31  | 31  | 33,3 | 42,7 | 40,2 | 85,1 | 3,4 | 5,5 | 0,9 | 0,0 | 16,3 |
| 2019-2020 | Barcellona       | 26  | 6   | 22,5 | 44,2 | 43,0 | 68,3 | 2,2 | 4,8 | 0,7 | 0,1 | 10,2 |
| 2020-2021 | Olimpia Milano   | 32  | 31  | 24,9 | 40,5 | 38,8 | 81,4 | 2,6 | 3,5 | 0,9 | 0,0 | 11,6 |
| 2021-2022 | Olimpia Milano   | 28  | 26  | 24,2 | 37,8 | 32,8 | 70,6 | 2,5 | 2,8 | 0,4 | 0,0 | 9,4  |
| Carriera  | Carriera         | 141 | 118 | 26,7 | 41,1 | 38,9 | 80,4 | 2,8 | 4,2 | 0,8 | 0,0 | 12,3 |

## Palmarès

### Club
- Semaine des As: 1

Élan Chalon: 2012
- Coppa di Francia: 1

Elan Chalon: 2011-12
- Campionato francese: 1

Élan Chalon: 2011-12
- Campionato ucraino: 1

Budivelnyk Kiev: 2012-13
- Campionato tedesco: 1

Bayern Monaco: 2013-14
- Liga catalana: 1

Barcellona: 2019
- Supercoppa italiana: 1

Olimpia Milano: 2020
- Coppa Italia: 2

Olimpia Milano: 2021, 2022
- Campionato italiano: 1

Olimpia Milano: 2021-2022

### Individuale
- All-ULEB Eurocup First Team: 1

Budivelnyk Kiev: 2012-13
- Basketball-Bundesliga MVP: 1

Bayern Monaco: 2013-14
- Basketball-Bundesliga MVP der Finalserie: 1

Bayern Monaco: 2013-14
- All-Euroleague First Team: 1

Lokomotiv Kuban 2015-16
- MVP Supercoppa italiana: 1

Olimpia Milano: 2020
- MVP Coppa Italia: 1

Olimpia Milano: 2022